# 鳥越忠行
鳥越 忠行（とりこし ただゆき、1939年11月4日 - 2024年2月22日）は、日本の政治家。元北海道苫小牧市長（4期）。

## 来歴
北海道勇払郡苫小牧町（現・苫小牧市）出身。北海道苫小牧東高等学校卒。苫小牧市役所に入り、1975年、苫小牧市議会議員に当選する。1983年の苫小牧市長選挙に革新系から立候補したが次点で落選した。1987年に現職を破って初当選。1991年から1999年まで連続で無投票当選。2003年の選挙では保守系で元苫小牧市議の桜井忠に敗れた。2006年の桜井忠の辞職による市長選挙に立候補したが、元衆議院議員の岩倉博文に敗れた。2013年、旭日小綬章受章。2024年2月22日、肝細胞がんのため死去した。84歳没。死没日付をもって正五位に叙された。